# 中国共产党池州市贵池区委员会
中国共产党池州市贵池区委员会，简称中共贵池区委，是中国共产党在中华人民共和国安徽省池州市贵池区的领导机关。
中国共产党在贵池的活动可追溯到1928年2月。同年冬，中共贵池特支成立，当地人凌霄被推选为首任特支书记。1930年8月，中共贵池县委选举成立，凌霄的中学校友洪人英担任首任县委书记。之后贵池的党组织经过多次变革，管理人员也多次更换。1949年4月解放军攻占贵池县城池阳镇（今池州市区）后，5月1日，中共皖南地委成立中共贵池县委，河北平山人石克一担任县委书记。1988年8月，国务院批准贵池县撤县设市之后，中共贵池市委于12月份的撤县设市大会上正式成立，首任市委书记为安徽芜湖人姜宗良。2000年6月，国务院批准贵池撤市设区之后，中共贵池区委于10月份的撤市设区大会上正式成立，首任区委书记为安徽青阳人钱学明。
现任贵池区委书记为安徽东至回族人马胜利，于2021年6月27日到任。。

## 历史沿革

### 成立初期
今池州市贵池区最早的一批中共党员大都是在安徽省安庆、芜湖和广州、武昌、上海、北平等地读书的青年学生。其中，最早加入中国共产党的是贵池里山人凌霄（1905-1935）。1928年2月，凌霄从黄埔军校毕业回到贵池。同年12月的某星期六下午，他在县城东北的流坡矶创立中共贵池特支，并被推选为特支书记，孙佐华任副书记。该组织始属中共怀宁县委领导，1929年6月后隶属中共安庆中心县委，凌霄被安排到潜山参加请水寨暴动，所以孙佐华接替凌霄任书记。
1929年，贵池县发生多起农民抗租事件；次年1月，馒头山煤矿矿主打死一名矿工。中共贵池特支乘机发展组织，经常在百牙山、西庙和流坡矶开会，策划工人运动、农民运动、学生运动、妇女运动和士兵运动。